# Bandera de Albania
La bandera de Albania es una bandera roja con un águila bicéfala negra en el centro. Tiene su origen en un sello similar de Gjergj Kastriot Skanderbeg, un albanés del siglo XV que condujo la revuelta contra el Imperio otomano, y que acabó en una breve independencia para Albania entre 1443 y 1478. Gjerg Kastriot (o Jorge Castriota) adoptó el sello y la bandera del Imperio bizantino. 
La bandera de Albania ha sido históricamente de color rojo oscuro o sangre con el águila bicéfala de color negro ubicada en el centro. En 1912, el gobierno autónomo de Albania utilizó estos colores, diferenciándose de la actual en el tamaño y el dibujo del águila. Con la formación del Reino, en 1920, se adoptó esta bandera y en 1928 fue agregado el casco de Skanderbeg en la parte superior. Entre 1940 y 1992, el casco fue sustituido por una estrella roja con borde amarillo como símbolo de la República Popular de Albania. Tras la caída del Estado socialista, fue abolida la estrella dejando la bandera actual como oficial, el 7 de abril de 1992.

## Construcción de la Bandera Nacional

Versión para uso vertical.

La bandera nacional de Albania fue estandarizada por la Ley Nr.8926, del 22 de julio de 2002 de la Constitución de Albania y fue definida en los artículos II, III y IV.
Nota: El esquema de color que se muestra a continuación se presenta comenzando con el color periférico seguido del color central.
| ROJO: #FF0000                | NEGRO: #000000            |
| ---------------------------- | ------------------------- |
| RGB: 255–0–0                 | RGB: 0–0–0                |
| HSL: 0°–100%–100%            | HSL: 0°–0%–0%             |
| HSV: 0°–100%–50%             | HSV: 0°–0%–0%             |
| CMYK: 0 –100% – 100% – 0     | CMYK: 0 – 0 – 0 –100%     |
| XYZ: 41.2400–21.2600–1.9300  | XYZ: 0.0000–0.0000–0.0000 |
| LAB: 53.2329–80.1093–67.2201 | LAB: 0.0000–0.0000–0.0000 |
| Luminiscencia: 54%           | Luminiscencia: 0%         |
| Distancia: 1                 | Distancia: 0              |

Una traducción de la Ley sobre los símbolos nacionales albaneses:
§ Artículo II – Definición

1. La Bandera nacional es un símbolo nacional.
§ Artículo III - Formas y dimensiones de la bandera nacional

1. La bandera nacional representa un campo rojo sangre, con un águila bicéfala negra en el centro, con las alas abiertas a los lados. Cada una de las alas del águila tiene nueve plumas, mientras que la cola tiene siete plumas..

2. Las dimensiones de la bandera nacional tienen un ratio 1:1.4

3. La apariencia de la bandera nacional, la fuerza de sus colores y las proporciones son las definidas en el anexo n.º 1, que se anexa a esta ley y forma parte integrante de la misma.
§ Artículo IV - Uso de la bandera nacional

1. Todo ciudadano albanés tiene derecho a portar, izar o utilizar la bandera nacional.

2. Todas las instituciones públicas están obligadas a colocar la bandera nacional dentro o fuera de sus instalaciones. Está prohibido izar o colocar banderas extranjeras, salvo en los casos de recepciones o ceremonias protocolares y demás solemnidades, previstas por la ley, pero siempre acompañadas de la bandera nacional. En este caso la bandera nacional no puede ser más pequeña que otras banderas.

3. La bandera nacional se utiliza en casos de reuniones ceremoniales de instituciones estatales con representantes de países extranjeros; libremente en los escritorios de los funcionarios de las instituciones del Estado y de las personas jurídicas; en edificios y vehículos de representantes de la República de Albania que prestan servicios en el extranjero y en todos los casos en que Albania esté representada oficialmente como parte involucrada. La bandera nacional se coloca en el lugar más visible o en el mismo lugar donde se colocan las demás banderas..

4. En caso de luto nacional, anunciado por decisión del Consejo de Ministros, la bandera nacional se iza a media hasta.

## Otras banderas

Bandera civil
Pabellón naval
Bandera presidencial

## Banderas históricas

Bandera de la Primera República albanesa (1912-1914). Encontrada en la portada del número 7 del periódico Zër' i Popullit, del 17 de diciembre de 1912.
Bandera de la Primera República albanesa (1912-1914)
Bandera de la República de Albania Central (1913-1914)
Bandera del Principado de Albania (1915)
Bandera del Congreso de Lushnjë (1920)
Bandera de la Tercera República albanesa (1925-1928)
Bandera de la Tercera República albanesa (¿1925-1928?)
Bandera del Reino de Albania (1928-1934)
Bandera del Reino de Albania (1934-1939)
Bandera de Protectorado italiano de Albania (1939-1943)
Bandera de Protectorado italiano de Albania, con la corona de la Casa de Saboya (1939-1943)
Bandera del Estado Independiente de Albania (1943-1944)
Bandera del Gobierno Democrático de Albania, utilizado en la sesión inaugural de la Asamblea Constitucional el 10 de enero de 1946.
Bandera del Gobierno Democrático de Albania (1944-1946)
Bandera de la República Popular de Albania (1946-1992)
Bandera de Albania (1992-2002)